# Edmond Le Blant
Edmond Le Blant, né à Paris le 12 août 1818 et mort à Paris le 5 juillet 1897, est un épigraphiste et archéologue français,.

## Biographie
Licencié en droit, il a été missionnaire de l'Instruction publique. Entre 1882 et 1888 il a été directeur de l'École française de Rome,.